# Artjom Denissowitsch Sokol
Artjom Denissowitsch Sokol (russisch Артём Денисович Сокол; * 11. Juni 1997 in Moskau) ist ein russischer Fußballspieler.

## Karriere

### Verein
Sokol begann seine Karriere bei Spartak Moskau. Im Mai 2016 stand er erstmals im Kader der Reserve, zum Einsatz kam er aber noch nicht. Im März 2017 debütierte er anschließend für Spartak-2 in der Perwenstwo FNL. Bis zum Ende der Saison 2016/17 absolvierte er neun Zweitligaspiele. In der Saison 2017/18 kam er zu 30 Einsätzen, in denen er ein Tor erzielte. Zur Saison 2018/19 wechselte der Verteidiger zum Erstligisten Arsenal Tula. In seinem ersten Halbjahr in Tula kam er aber nie zum Einsatz.
Daraufhin wurde Sokol im Februar 2019 nach Norwegen an Tromsø IL verliehen. Für Tromsø absolvierte er in der Saison 2019 neun Spiele in der Eliteserie. Nach dem Ende der Leihe kehrte er im Januar 2020 wieder nach Tula zurück. Dort kam er bis zum Ende der russischen Spielzeit 2019/20 auf drei Partien in der Premjer-Liga. In der Saison 2020/21 absolvierte er 15 Spiele. In der Saison 2021/22 kam er zu 20 Einsätzen im Oberhaus, aus dem er mit Arsenal allerdings abstieg.

### Nationalmannschaft
Sokol spielte im November 2015 dreimal im russischen U-19-Team.